# Isidre Nonell
Isidro Nonell y Monturiol (kataloński: Isidre Nonell i Monturiol, ur. 30 listopada 1872 w Barcelonie, zm. 21 lutego 1911) – malarz hiszpański XIX wieku, uważany za pioniera modernistycznego malarstwa w Hiszpanii.

## Życiorys
Urodził się w 1872 roku (nie w 1873, jak podają niektóre biografie). Jego rodzice, Isidre Nonell i Torras de Arenys de Mar i Ángela Monturiol i Francàs de Barcelona posiadali małą, ale prosperującą fabrykę makaronu. Pierwsze kształcenie artystyczne odbierał od malarzy Josepa Mirabenta, Gabriela Martínez Altés i Lluisa Granera. W latach 1893–1894 i 1894-1895 uczęszczał do Szkoły Sztuk Pięknych w Barcelonie, gdzie poznał Joaquima Mira, a także Ricarda Canalsa, Ramona Pichot, Julia Vallmitjana, Adrià Guala i Joaquina Sunyera, z którym rozwijał swoje zainteresowania malarstwem krajobrazów i użycia światła.
W 1894 Nonell rozpoczął produkcję ilustracji do „La Vanguardia”, katalońskiej gazety codziennej. W późniejszym okresie tworzył także dla innych gazet, w tym L’Esquella de la Torratxa, Barcelona Cómica i Pèl & Ploma.
Latem 1896, wraz z Ricardem Canalsem i Juli Vallmitjanem udał się do Caldes de Boí, aby pracować w uzdrowisku Vallmitjan’ów, ale także aby w wolnym czasie malować. Tematem jego prac stała się ogromna liczba osób chorych na wrodzony zespół niedoboru jodu. Pobyt w Caldes de Boí kończy etap malarstwa krajobrazu. Jednocześnie rozpoczyna się nowy okres malarstwa w życiu Nonella, skupiony na postaci człowieka z marginesów społecznych, Romów, zranionych żołnierzy, żebrzących biedaków.
W lutym 1897 roku wraz z Ricardem Canalsem wyjeżdża do Paryża. Tam dzieli studio z Picassem.
Po powrocie do Barcelony, w 1900 roku, rozpoczyna się etap twórczości skupiony na cygankach, w stylu nowym i prowokującym publiczność oraz konserwatywną krytykę. Pomimo krytyk, Nonell kontynuuje twórczość ukazując smutek i przygnębienie kobiet przy użyciu ciemnych i zimnych barw.
Swoje prace wystawiał w Barcelonie dwa razy, w 1902 i 1903 roku.
W 1908 roku Nonell powraca do zawodu ilustratora i rozpoczyna współpracę z czasopismem satyrycznym „Papitu”, gdzie publikuje 42 rysunków. Niektóre z nich podpisuje pod pseudonimem biblijnym Noé i Josué.
W styczniu 1910 roku, w galerii Faianç Catalá w Barcelonie odbywa się jego własna wystawa, na której wystawione zostają 130 obrazy olejne, malowane w trakcie prawie całej dekady, od 1900 roku. Od tego momentu twórczość malarza znacznie się zmienia. Skupia się on na ukazaniu martwej natury, nie przestając jednak malować figury ludzkie.
21 lutego 1911 roku Isidro Nonell umiera na dur brzuszny, mając 38 lat.

## Twórczość
Nonell rozpoczyna swoją artystyczną karierę od malowania krajobrazów w stylu impresjonistycznym. W 1890 jego głównym obiektem stają się postaci ludzkie, maluje realistyczne postaci biednych ludzi. Często pojawiającą się tematyką prac są kobiety z dziećmi, pacjenci, ranni żołnierze, a także ludność chorująca na kretynizm.
W Barcelonie Nonell był liderem grupy młodych artystów nazywanych „Quatre Gats” („Cztery Koty”).
Nie osiągnął on jednak Europejskiej sławy aż do 1910 roku, kiedy miała miejsce jego wystawa w Barcelonie, która odniosła sukces.

## Najważniejsze dzieła
- Arenys de Mar (1891)
- El patio (1891)

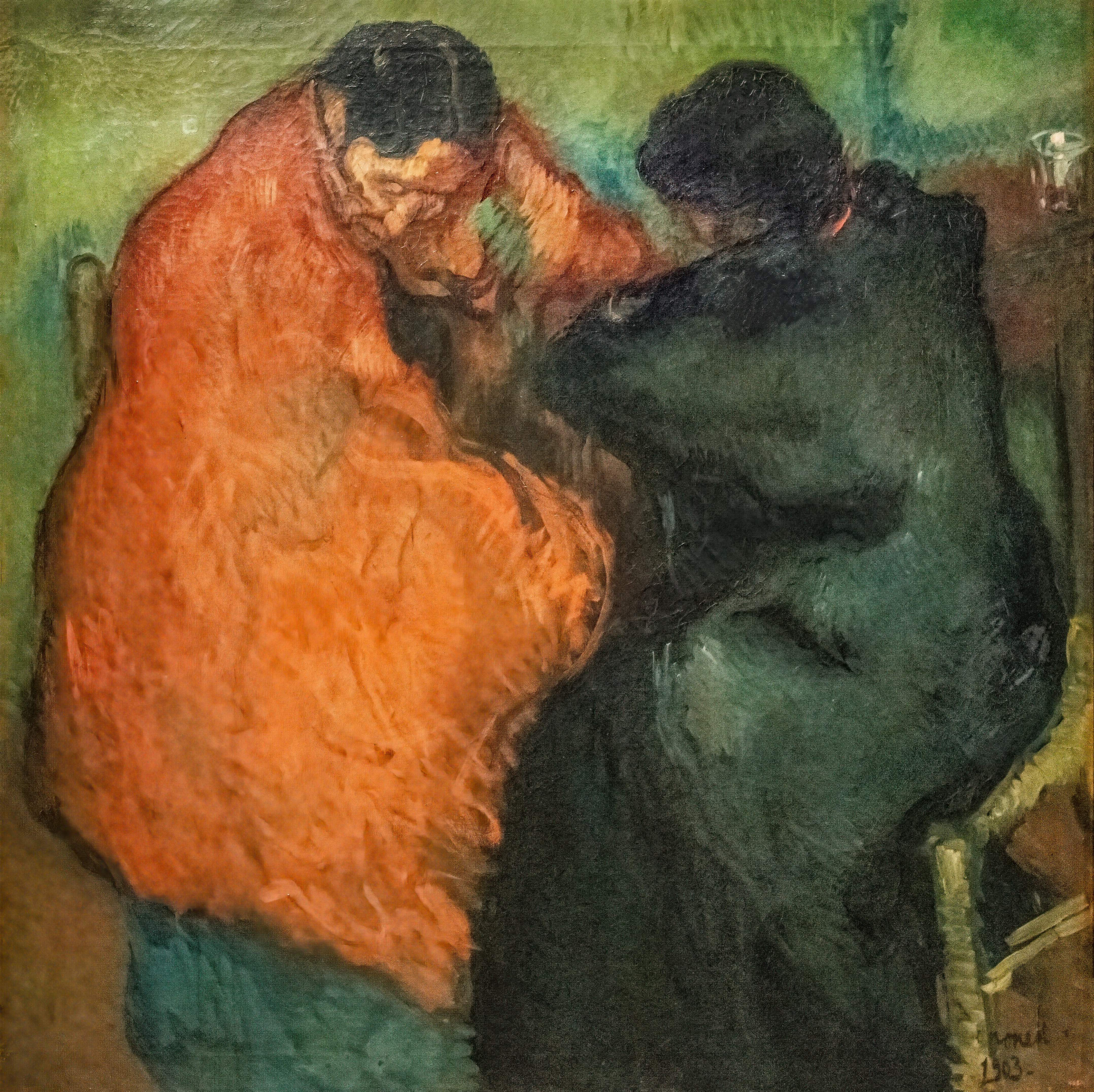
Dos Gitanas (Dwie Cyganki)

- Al atardecer. Sant Martí de Provençals (1896)
- El puente (1897)
- Sacristán repartiendo limosna (1898)
- Pobres esperando la sopa (1899)
- Playa de Pekín (1901)
- Soledad (1902)
- Dolores (1903)
- Gitana joven (1903)
- Dos gitanas
- La Trini
- Julia
- Mujer con mantón
- Muchacha del vestido rojo (1910)
- Bodegón del arenque (1910)

Wiele z jego prac znajduje się w Muzeum Sztuki Współczesnej w Barcelonie.